# Max Jean
Pour les articles homonymes, voir Jean.
Pas d'image ? Cliquez ici
Max Jean, né le 27 juillet 1943 à Marseille, est un pilote automobile français. Il a participé au Grand Prix automobile de France 1971 au volant d'une March 701 de l'écurie Williams, sans toutefois inscrire de point.

## Biographie
Avant d'accéder à la Formule 1, Max Jean devient champion de France de Formule France en 1968 et prend part à plusieurs courses en Formule 3 et Formule 2, notamment pour l'écurie de Ron Dennis. Lors de l'un de ses engagements, son patronyme a été incorrectement enregistré en inversant son nom et son prénom. Depuis, il est également présent dans les statistiques sous le patronyme erroné de Jean Max. 

## Résultats en championnat du monde de Formule 1
| Saison | Écurie                     | Châssis   | Moteur      | Pneus    | GP disputés | Points inscrits | Classement |
| ------ | -------------------------- | --------- | ----------- | -------- | ----------- | --------------- | ---------- |
| 1971   | Frank Williams Racing Cars | March 701 | Cosworth V8 | Goodyear | 1           | 0               | non classé |